# San Raimundo
San Raimundo é uma cidade da Guatemala do departamento de Guatemala.